# Heterothele atropha
Heterothele atropha là một loài nhện trong họ Theraphosidae.
Loài này thuộc chi Heterothele. Heterothele atropha được Eugène Simon miêu tả năm 1907.